# BBC National Orchestra of Wales

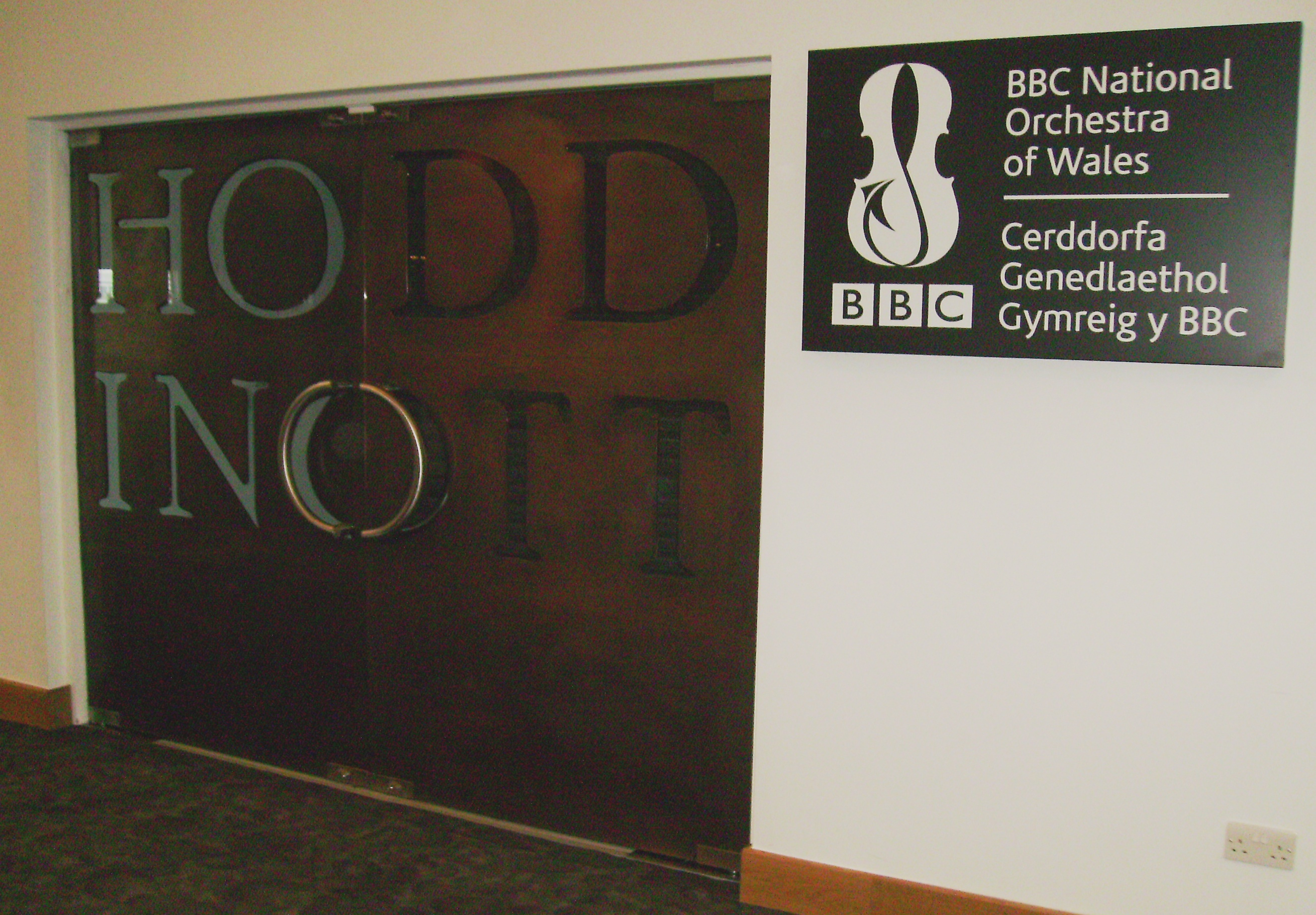

Het BBC National Orchestra of Wales (Welsh: Cerddorfa Genedlaethol Gymreig y BBC) is een van de symfonieorkesten van de BBC en het enige professionele symfonieorkest van Wales. Het geeft zowel publieke uitvoeringen als concerten voor de omroep (voornamelijk BBC 3 en BBC Cymru).

## Geschiedenis
Al in 1928 zijn er pogingen ondernomen om een symfonieorkest te stichten in Wales (Cardiff Station Orchestra). Het heeft tot 1948 geduurd dat een orkest in Wales eindelijk van de grond kwam; voor die tijd waren er onvoldoende middelen om een orkest te onderhouden. De toenmalige naam was BBC Welsh Orchestra. In de zestiger jaren dreigde de BBC het orkest te saneren omdat bezuinigingen noodzakelijk waren, maar daarna groeide het uit tot een volwaardig symfonieorkest met een vaste bezetting van 88 musici in 1987. In dat jaar werd het orkest omgedoopt in BBC Welsh Symphony Orchestra en in 1993 tot BBC National Orchestra of Wales.

## Algemeen
Aan het orkest is sinds 1983 het BBC National Chorus of Wales gelieerd, dat volledig uit amateurzangers bestaat en ook zonder het orkest uitvoeringen geeft. Omdat (BBC’s Broadcasting House in Cardiff) te klein was geworden, betrok het orkest in 2007 de nieuwe Hoddinott Hall, genoemd naar de beroemdste Welshe componist Alun Hoddinott, op het terrein van Wales Millennium Centre in Cardiff. Daarnaast verzorgt men concerten in Sint David’s Hall te Cardiff; in andere plaatsen in Wales en het Verenigd Koninkrijk, maar ook daarbuiten. Als BBC-orkest doet het mee aan de Proms in de Royal Albert Hall in Londen. Er is een platencontract met het Britse label Chandos.

## Dirigenten
De eerste dirigent in 1948 was Adrian Boult, daarna volgden Rae Jenkins (vanaf 1972), Boris Brott (vanaf 1972) en anderen. Vanaf 1987 was Tadaaki Otaka chef-dirigent; hij werd daarna Laureate dirigent. Vanaf 2000 bekleedde Richard Hickox die functie; zijn laatste concert was op 23 juli 2006; hij werd toen benoemd tot Dirigent Emeritus. Zijn opvolgers waren Thierry Fischer (2006-2012) en 
Thomas Søndergård (2012–2018). Sinds 2020 is Ryan Bancroft chef-dirigent. Huiscomponist is sinds 2020 Gavin Higgins, aan wie het orkest opdrachten geeft waarvan het de premières verzorgt.

## Andere BBC-orkesten
- het BBC Symphony Orchestra;
- het BBC Philharmonic Orchestra;
- het BBC Scottish Symphony Orchestra en
- het BBC Concert Orchestra.